# Железничка станица Јелен До
Железничка станица Јелен До је од железничких станица на прузи Краљево—Пожега. Налази се у насељу Јелен До у општини Пожега. Пруга се наставља у једном смеру ка Драгачеву и у другом према према Овчар Бањи. Железничка станица Јелен До састоји се из 3 колосека.